# Élections municipales de 2005 dans le Centre-du-Québec
Les élections municipales québécoises de 2005 se déroulent le 6 novembre 2005. Elles permettent d'élire les maires et les conseillers de chacune des municipalités locales du Québec, ainsi que les préfets de quelques municipalités régionales de comté.
Elles permettent de déterminer les maires et les conseillers de chacune des municipalités locales de même que certains préfets. Ces élections sont les premières tenues en vertu de la Loi sur les élections et les référendums dans les municipalités adoptée en 2001 par l'Assemblée nationale du Québec, qui instaure une nouvelle procédure prévoyant de tenir les élections de tous les postes municipaux dans toutes les municipalités la même journée.

## Centre-du-Québec

### Aston-Jonction
| Candidats pour la mairie | Vote            | %               |
| ------------------------ | --------------- | --------------- |
| Pierre Gaudet (Sortant)  | Sans opposition | Sans opposition |

### Baie-du-Febvre
| Candidats pour la mairie | Vote            | %               |
| ------------------------ | --------------- | --------------- |
| Claude Biron (Sortant)   | Sans opposition | Sans opposition |

### Bécancour
| Candidats pour la mairie            | Vote  | %     |
| ----------------------------------- | ----- | ----- |
| Maurice Richard (Sortant)           | 2 848 | 64,86 |
| Pierre Duplessis                    | 1 543 | 35,14 |
| Nombre d'électeurs inscrits : 8 955 |       |       |

### Chester-Est
| Candidats pour la mairie   | Vote            | %               |
| -------------------------- | --------------- | --------------- |
| Lionel Fréchette (Sortant) | Sans opposition | Sans opposition |

- Chester-Est devient Sainte-Hélène-de-Chester le 3 mai 2008.

### Chesterville
| Candidats pour la mairie          | Vote | %     |
| --------------------------------- | ---- | ----- |
| Luc Fleury                        | 268  | 55,03 |
| Luc Laroche (Sortant)             | 219  | 44,97 |
| Nombre d'électeurs inscrits : 697 |      |       |

### Daveluyville
| Candidats pour la mairie   | Vote            | %               |
| -------------------------- | --------------- | --------------- |
| Normand Beaudoin (Sortant) | Sans opposition | Sans opposition |

### Deschaillons-sur-Saint-Laurent
| Candidats pour la mairie  | Vote            | %               |
| ------------------------- | --------------- | --------------- |
| Christian Baril (Sortant) | Sans opposition | Sans opposition |

### Drummondville
| Candidats pour la mairie | Vote            | %               |
| ------------------------ | --------------- | --------------- |
| Francine Ruest-Jutras    | Sans opposition | Sans opposition |

### Durham-Sud
| Candidats pour la mairie | Vote            | %               |
| ------------------------ | --------------- | --------------- |
| Michel Noël (Sortant)    | Sans opposition | Sans opposition |

### Fortierville
| Candidats pour la mairie | Vote            | %               |
| ------------------------ | --------------- | --------------- |
| Colette Cloutier         | Sans opposition | Sans opposition |

### Grand-Saint-Esprit
| Candidats pour la mairie    | Vote            | %               |
| --------------------------- | --------------- | --------------- |
| Julien Boudreault (Sortant) | Sans opposition | Sans opposition |

### Ham-Nord
| Candidats pour la mairie    | Vote            | %               |
| --------------------------- | --------------- | --------------- |
| François Marcotte (Sortant) | Sans opposition | Sans opposition |

### Inverness
| Candidats pour la mairie          | Vote | %     |
| --------------------------------- | ---- | ----- |
| Gilles St-Pierre (Sortant)        | 335  | 70,08 |
| Lucie Gagné Rodrigue              | 143  | 29,92 |
| Nombre d'électeurs inscrits : 699 |      |       |

### Kingsey Falls
| Candidats pour la mairie            | Vote | %     |
| ----------------------------------- | ---- | ----- |
| Micheline Pinard-Lampron (Sortante) | 639  | 82,13 |
| Nathalie Marcotte                   | 139  | 17,87 |
| Nombre d'électeurs inscrits : 1 483 |      |       |

### L'Avenir
| Candidats pour la mairie            | Vote | %     |
| ----------------------------------- | ---- | ----- |
| François Demanche                   | 357  | 54,75 |
| Réjeanne Côté Charpentier           | 295  | 45,25 |
| Nombre d'électeurs inscrits : 1 072 |      |       |

### La Visitation-de-Yamaska
| Candidats pour la mairie   | Vote            | %               |
| -------------------------- | --------------- | --------------- |
| Sylvain Laplante (Sortant) | Sans opposition | Sans opposition |

### Laurierville
| Candidats pour la mairie            | Vote | %     |
| ----------------------------------- | ---- | ----- |
| Martin Gingras                      | 441  | 57,80 |
| Charles-Henri Boucher               | 322  | 42,20 |
| Nombre d'électeurs inscrits : 1 180 |      |       |

### Lefebvre
| Candidats pour la mairie | Vote            | %               |
| ------------------------ | --------------- | --------------- |
| Claude Bahl              | Sans opposition | Sans opposition |

### Lemieux
| Candidats pour la mairie     | Vote            | %               |
| ---------------------------- | --------------- | --------------- |
| Jean-Louis Bélisle (Sortant) | Sans opposition | Sans opposition |

### Lyster
| Candidats pour la mairie | Vote            | %               |
| ------------------------ | --------------- | --------------- |
| Marcel Beaudoin          | Sans opposition | Sans opposition |

### Maddington
| Candidats pour la mairie | Vote            | %               |
| ------------------------ | --------------- | --------------- |
| Normand Soucy (Sortant)  | Sans opposition | Sans opposition |

### Manseau
| Candidats pour la mairie | Vote            | %               |
| ------------------------ | --------------- | --------------- |
| Guy St-Pierre (Sortant)  | Sans opposition | Sans opposition |

### Nicolet
| Candidats pour la mairie            | Vote  | %     |
| ----------------------------------- | ----- | ----- |
| Alain Drouin                        | 1 762 | 54,82 |
| Alain Guilbert                      | 1 452 | 45,18 |
| Nombre d'électeurs inscrits : 6 339 |       |       |

### Norbertville
| Candidats pour la mairie | Vote            | %               |
| ------------------------ | --------------- | --------------- |
| Richard Gamache          | Sans opposition | Sans opposition |

### Notre-Dame-de-Ham
| Candidats pour la mairie          | Vote | %     |
| --------------------------------- | ---- | ----- |
| Gilles Pépin (Sortant)            | 122  | 52,81 |
| Georges Croteau                   | 109  | 47,19 |
| Nombre d'électeurs inscrits : 348 |      |       |

### Notre-Dame-de-Lourdes
| Candidats pour la mairie          | Vote | %     |
| --------------------------------- | ---- | ----- |
| Jocelyn Bédard                    | 324  | 68,64 |
| Michel Perreault (Sortant)        | 88   | 18,64 |
| Gaston Pellerin                   | 60   | 12,72 |
| Nombre d'électeurs inscrits : 589 |      |       |

### Notre-Dame-du-Bon-Conseil (paroisse)
| Candidats pour la mairie          | Vote | %     |
| --------------------------------- | ---- | ----- |
| Michel Bourgeois                  | 310  | 60,08 |
| Diane T. Camirand (Sortante)      | 206  | 39,92 |
| Nombre d'électeurs inscrits : 808 |      |       |

### Notre-Dame-du-Bon-Conseil (village)
| Candidats pour la mairie            | Vote | %     |
| ----------------------------------- | ---- | ----- |
| Yvon Lampron                        | 402  | 75,56 |
| Louis-Jacques Beauchemin            | 130  | 24,44 |
| Nombre d'électeurs inscrits : 1 078 |      |       |

### Parisville
| Candidats pour la mairie  | Vote            | %               |
| ------------------------- | --------------- | --------------- |
| Roland Laquerre (Sortant) | Sans opposition | Sans opposition |

### Pierreville
| Candidats pour la mairie            | Vote | %     |
| ----------------------------------- | ---- | ----- |
| André Descôteaux                    | 916  | 62,29 |
| Bertrand Allard                     | 406  | 37,71 |
| Nombre d'électeurs inscrits : 1 941 |      |       |

### Plessisville (paroisse)
| Candidats pour la mairie | Vote            | %               |
| ------------------------ | --------------- | --------------- |
| Berthe Marcoux           | Sans opposition | Sans opposition |

### Plessisville (ville)
| Candidats pour la mairie            | Vote  | %     |
| ----------------------------------- | ----- | ----- |
| Jacques Martineau (Sortant)         | 2 006 | 71,90 |
| Alain Boulanger                     | 784   | 28,10 |
| Nombre d'électeurs inscrits : 5 323 |       |       |

### Princeville
| Candidats pour la mairie | Vote            | %               |
| ------------------------ | --------------- | --------------- |
| Gilles Fortier           | Sans opposition | Sans opposition |

### Saint-Albert
| Candidats pour la mairie | Vote            | %               |
| ------------------------ | --------------- | --------------- |
| Alain St-Pierre          | Sans opposition | Sans opposition |

### Saint-Bonaventure
| Candidats pour la mairie  | Vote            | %               |
| ------------------------- | --------------- | --------------- |
| Félicien Cardin (Sortant) | Sans opposition | Sans opposition |

### Saint-Célestin (municipalité)
| Candidats pour la mairie | Vote            | %               |
| ------------------------ | --------------- | --------------- |
| Maurice Morin (Sortant)  | Sans opposition | Sans opposition |

### Saint-Célestin (village)
| Candidats pour la mairie | Vote            | %               |
| ------------------------ | --------------- | --------------- |
| Raymond Noël (Sortant)   | Sans opposition | Sans opposition |

### Saint-Christophe-d'Arthabaska
| Candidats pour la mairie            | Vote | %     |
| ----------------------------------- | ---- | ----- |
| Clémence Le May (Sortante)          | 696  | 89,00 |
| Raymond Dubois                      | 86   | 11,00 |
| Nombre d'électeurs inscrits : 1 993 |      |       |

### Saint-Cyrille-de-Wendover
| Candidats pour la mairie    | Vote            | %               |
| --------------------------- | --------------- | --------------- |
| Jean-Guy Bergeron (Sortant) | Sans opposition | Sans opposition |

Élection partielle au poste de maire au début de 2006.
- Nécessaire en raison du décès du maire Jean-Guy Bergeron[2].
- Élection d'Éric Cardinal au poste de maire[2].

Nomination au poste de maire au début en juillet 2009.
- Nécessaire en raison de la destitution du maire Éric Cardinal par la Commission municipale du Québec pour cause d'absence répétée l'empêchant d'accomplir ses fonctions d'élu[3].
- Nomination par cooptation de Daniel Lafond, conseiller #4, à titre de pro-maire[2].

### Saint-Edmond-de-Grantham
| Candidats pour la mairie          | Vote | %     |
| --------------------------------- | ---- | ----- |
| Marie-Andrée Auger                | 236  | 65,19 |
| Léo Plasse (Sortant)              | 126  | 34,81 |
| Nombre d'électeurs inscrits : 499 |      |       |

### Saint-Elphège
| Candidats pour la mairie | Vote            | %               |
| ------------------------ | --------------- | --------------- |
| Gérard Côté (Sortant)    | Sans opposition | Sans opposition |

### Saint-Eugène
| Candidats pour la mairie | Vote            | %               |
| ------------------------ | --------------- | --------------- |
| Gilles Watier (Sortant)  | Sans opposition | Sans opposition |

### Saint-Félix-de-Kingsey
| Candidats pour la mairie | Vote            | %               |
| ------------------------ | --------------- | --------------- |
| Paul-Ernest Deslandes    | Sans opposition | Sans opposition |

### Saint-Ferdinand
| Candidats pour la mairie  | Vote            | %               |
| ------------------------- | --------------- | --------------- |
| Donald Langlois (Sortant) | Sans opposition | Sans opposition |

### Saint-François-du-Lac
| Candidats pour la mairie            | Vote | %     |
| ----------------------------------- | ---- | ----- |
| Georgette Critchley-Michon          | 732  | 76,17 |
| Jean Beauchemin                     | 229  | 23,83 |
| Nombre d'électeurs inscrits : 1 658 |      |       |

### Saint-Germain-de-Grantham
| Candidats pour la mairie | Vote            | %               |
| ------------------------ | --------------- | --------------- |
| M. Yvon Nault (Sortant)  | Sans opposition | Sans opposition |

| Poste/District | Élu                 | Type d'élection |
| -------------- | ------------------- | --------------- |
| Conseiller 1   | M. Denis Boucher    | Sans opposition |
| Conseiller 2   | M. Gilles Perreault | Par scrutin     |
| Conseiller 3   | M. Jocelyn Leblanc  | Par scrutin     |
| Conseiller 4   | M. Simon Coderre    | Sans opposition |
| Conseiller 5   | M. Roger Fortin     | Par scrutin     |
| Conseiller 6   | M. Pierre Cardin    | Par scrutin     |

### Saint-Guillaume
| Candidats pour la mairie            | Vote | %     |
| ----------------------------------- | ---- | ----- |
| Jean-Pierre Vallée                  | 527  | 79,13 |
| Camillien Belhumeur (Sortant)       | 139  | 20,87 |
| Nombre d'électeurs inscrits : 1 190 |      |       |

### Saint-Léonard-d'Aston
| Candidats pour la mairie | Vote            | %               |
| ------------------------ | --------------- | --------------- |
| Laval Simard (Sortant)   | Sans opposition | Sans opposition |

### Saint-Louis-de-Blandford
| Candidats pour la mairie          | Vote | %     |
| --------------------------------- | ---- | ----- |
| Gilles Marchand (Sortant)         | 164  | 34,31 |
| Noël Bergeron                     | 162  | 33,89 |
| Solange Desrosiers                | 152  | 31,80 |
| Nombre d'électeurs inscrits : 785 |      |       |

### Saint-Lucien
| Candidats pour la mairie            | Vote | %     |
| ----------------------------------- | ---- | ----- |
| Robin Doré                          | 500  | 87,41 |
| Doris Lefebvre                      | 72   | 12,59 |
| Nombre d'électeurs inscrits : 1 221 |      |       |

### Saint-Majorique-de-Grantham
| Candidats pour la mairie          | Vote | %     |
| --------------------------------- | ---- | ----- |
| Pierre Delcourt                   | 354  | 57,37 |
| Michel Sigouin                    | 172  | 27,88 |
| Jacques Joyal (Sortant)           | 91   | 14,75 |
| Nombre d'électeurs inscrits : 867 |      |       |

### Saint-Norbert-d'Arthabaska
| Candidats pour la mairie    | Vote            | %               |
| --------------------------- | --------------- | --------------- |
| Ghislain Caouette (Sortant) | Sans opposition | Sans opposition |

### Saint-Pie-de-Guire
| Candidats pour la mairie | Vote            | %               |
| ------------------------ | --------------- | --------------- |
| Benoît Bourque           | Sans opposition | Sans opposition |

### Saint-Pierre-Baptiste
| Candidats pour la mairie          | Vote | %     |
| --------------------------------- | ---- | ----- |
| Bertrand Fortier (Sortant)        | 258  | 71,87 |
| Colette Brochu                    | 101  | 28,13 |
| Nombre d'électeurs inscrits : 502 |      |       |

### Saint-Pierre-les-Becquets
| Candidats pour la mairie | Vote            | %               |
| ------------------------ | --------------- | --------------- |
| Raymond Dion (Sortant)   | Sans opposition | Sans opposition |

- Démission du maire Raymond Dion en cours de mandat[5].
- Jean-Guy Paré, devient maire de la municipalité en janvier 2008[6].

### Saint-Rémi-de-Tingwick
| Candidats pour la mairie          | Vote | %     |
| --------------------------------- | ---- | ----- |
| Jacques Fréchette (Sortant)       | 211  | 75,36 |
| Robert Godbout                    | 69   | 24,64 |
| Nombre d'électeurs inscrits : 415 |      |       |

### Saint-Rosaire
| Candidats pour la mairie | Vote            | %               |
| ------------------------ | --------------- | --------------- |
| Yvan Godin (Sortant)     | Sans opposition | Sans opposition |

- Harold Poisson, devient maire de la municipalité en cours de mandat[7].

### Saint-Samuel
| Candidats pour la mairie | Vote            | %               |
| ------------------------ | --------------- | --------------- |
| René Mongrain (Sortant)  | Sans opposition | Sans opposition |

- Démission du maire René Mongrain en cours de mandat[8].
- Pierrette Doucet, conseillère #1, devient mairesse de la municipalité en 2007[8].

### Saint-Sylvère
| Candidats pour la mairie | Vote            | %               |
| ------------------------ | --------------- | --------------- |
| Claude Beaudoin          | Sans opposition | Sans opposition |

### Saint-Valère
| Candidats pour la mairie | Vote            | %               |
| ------------------------ | --------------- | --------------- |
| Thérèse Domingue         | Sans opposition | Sans opposition |

- Louis Hébert, conseiller #5, devient maire de Saint-Valère en cours de mandat[Quand ?].

### Saint-Wenceslas
| Candidats pour la mairie   | Vote            | %               |
| -------------------------- | --------------- | --------------- |
| Raymond Bilodeau (Sortant) | Sans opposition | Sans opposition |

### Saint-Zéphirin-de-Courval
| Candidats pour la mairie  | Vote            | %               |
| ------------------------- | --------------- | --------------- |
| Raymond Lemaire (Sortant) | Sans opposition | Sans opposition |

### Sainte-Anne-du-Sault
| Candidats pour la mairie       | Vote            | %               |
| ------------------------------ | --------------- | --------------- |
| Jean-Claude Bourassa (Sortant) | Sans opposition | Sans opposition |

### Sainte-Brigitte-des-Saults
| Candidats pour la mairie  | Vote            | %               |
| ------------------------- | --------------- | --------------- |
| Jean-Guy Hébert (Sortant) | Sans opposition | Sans opposition |

### Sainte-Cécile-de-Lévrard
| Candidats pour la mairie  | Vote            | %               |
| ------------------------- | --------------- | --------------- |
| Pierre Carignan (Sortant) | Sans opposition | Sans opposition |

### Sainte-Clotilde-de-Horton
| Candidats pour la mairie  | Vote            | %               |
| ------------------------- | --------------- | --------------- |
| Marie Désilets (Sortante) | Sans opposition | Sans opposition |

### Sainte-Élizabeth-de-Warwick
| Candidats pour la mairie   | Vote            | %               |
| -------------------------- | --------------- | --------------- |
| Christian Martel (Sortant) | Sans opposition | Sans opposition |

### Sainte-Eulalie
| Candidats pour la mairie | Vote            | %               |
| ------------------------ | --------------- | --------------- |
| Jacques Tassé (Sortant)  | Sans opposition | Sans opposition |

### Sainte-Françoise
| Candidats pour la mairie | Vote            | %               |
| ------------------------ | --------------- | --------------- |
| Mario Lyonnais (Sortant) | Sans opposition | Sans opposition |

### Sainte-Marie-de-Blandford
| Candidats pour la mairie    | Vote            | %               |
| --------------------------- | --------------- | --------------- |
| Ginette Deshaies (Sortante) | Sans opposition | Sans opposition |

### Sainte-Monique
| Candidats pour la mairie | Vote            | %               |
| ------------------------ | --------------- | --------------- |
| Denis Jutras             | Sans opposition | Sans opposition |

### Sainte-Perpétue
| Candidats pour la mairie | Vote            | %               |
| ------------------------ | --------------- | --------------- |
| Line Théroux (Sortante)  | Sans opposition | Sans opposition |

### Sainte-Séraphine
| Candidats pour la mairie   | Vote            | %               |
| -------------------------- | --------------- | --------------- |
| Alphonse Lampron (Sortant) | Sans opposition | Sans opposition |

### Sainte-Sophie-de-Lévrard
| Candidats pour la mairie          | Vote | %     |
| --------------------------------- | ---- | ----- |
| Jean-Guy Beaudet (Sortant)        | 221  | 50,01 |
| Jean-Claude Bergervin             | 220  | 49,99 |
| Nombre d'électeurs inscrits : 626 |      |       |

- Jean-Guy Beaudet est maire de la municipalité en remplacement de la mairesse Sylvie Roy, élue députée adéquiste de Lotbinière lors des élections de 2003[9].

### Sainte-Sophie-d'Halifax
| Candidats pour la mairie          | Vote | %     |
| --------------------------------- | ---- | ----- |
| Marc Nadeau                       | 299  | 73,65 |
| Monique Brunet                    | 107  | 26,35 |
| Nombre d'électeurs inscrits : 463 |      |       |

### Saints-Martyrs-Canadiens
| Candidats pour la mairie | Vote            | %               |
| ------------------------ | --------------- | --------------- |
| André Henri              | Sans opposition | Sans opposition |

### Victoriaville
| Candidats pour la mairie | Vote            | %               |
| ------------------------ | --------------- | --------------- |
| Roger Richard            | Sans opposition | Sans opposition |

### Villeroy
| Candidats pour la mairie | Vote            | %               |
| ------------------------ | --------------- | --------------- |
| Michel Poisson           | Sans opposition | Sans opposition |

### Tingwick
| Candidats pour la mairie      | Vote            | %               |
| ----------------------------- | --------------- | --------------- |
| Paul-Émile Simoneau (Sortant) | Sans opposition | Sans opposition |

### Warwick
| Candidats pour la mairie     | Vote            | %               |
| ---------------------------- | --------------- | --------------- |
| Claude Desrochers (Sortant.) | Sans opposition | Sans opposition |

### Wickham
| Candidats pour la mairie            | Vote | %     |
| ----------------------------------- | ---- | ----- |
| Éric Béchard                        | 609  | 65,63 |
| Bertrand Massé                      | 319  | 34,37 |
| Nombre d'électeurs inscrits : 1 848 |      |       |